# Typhlochactas mitchelli
Espèce
Typhlochactas mitchelli est une espèce de scorpions de la famille des Typhlochactidae.

## Distribution
Cette espèce est endémique d'Oaxaca au Mexique. Elle se rencontre vers San José Tenango sur le Cerro Ocote.

## Description
Le mâle holotype mesure 8,99 mm et le mâle paratype 8,49 mm. Ce scorpion est anophtalme.

## Étymologie
Cette espèce est nommée en l'honneur de Robert W. Mitchell.

## Publication originale
- Sissom, 1988 : « Typhlochactas mitchelli, a new species of eyeless, montane forest litter scorpion from northeastern Oaxaca, Mexico (Chactidae, Superstitioninae, Typhlochactini). » Journal of Arachnology, vol. 16, no 3, p. 365-371 (texte intégral).